# Cascina
Cascina település Olaszországban, Toszkána régióban, Pisa megyében. Lakosainak száma 44 735 fő (2023. január 1.). Cascina Casciana Terme Lari, Pisa, Pontedera, Calcinaia, Collesalvetti, Vicopisano, San Giuliano Terme és Crespina Lorenzana községekkel határos.

## Népesség
A település népessége az elmúlt években az alábbi módon változott:
| Lakosok száma | 42 325 | 45 361 | 45 212 | 44 735 |
|               | 2008   | 2017   | 2018   | 2023   |